# Kader Camara
Kader Abdoul Camara (Conakry, 18 maart 1982) is een profvoetballer die bij voorkeur als middenvelder speelt. Hij verruilde in 2013 CS Visé voor UR Namur.

## Carrière
Camara speelde in zijn jeugd onder andere voor Vitesse. Via KRC Harelbeke kwam hij in 2002 terecht bij Cercle Brugge, waarmee hij in 2003 in de Tweede klasse kampioen werd. Na twee jaar Cercle Brugge verliet Camara de club om achtereenvolgens te gaan spelen voor Heusden-Zolder, ROC de Charleroi-Marchienne en KFC Dessel Sport. In 2007 vertrok Camara naar Azerbeidzjan om te gaan voetballen voor Qäbälä PFK. In het seizoen 2009-2010 werd hij een half jaar uitgeleend aan FK Olimpik Bakoe, maar hij keerde vervolgens weer terug bij Qäbäla. In 2013 keerde hij terug naar België, waar hij eerst voor CS Visé en dan voor UR Namur ging spelen.

## Nationale elftal
Camara zat bij de selectie van Guinee op de Afrika Cup 2004, waar het door Mali in de kwartfinales werd uitgeschakeld. Camara kwam echter in geen van de wedstrijden en heeft zodoende nog geen interland gespeeld voor zijn land.